# Vervekovka
Vervekovka è un centro abitato della Russia.